# Valdieri
Valdieri är en ort och kommun i provinsen Cuneo i regionen Piemonte i Italien. Kommunen hade 910 invånare (2018).